# Antylopowiec
Antylopowiec (Hippotragus) – rodzaj ssaków z podrodziny antylop (Antilopinae) w obrębie rodziny wołowatych (Bovidae).

## Rozmieszczenie geograficzne
Rodzaj obejmuje gatunki występujące w Afryce.

## Morfologia
Długość ciała 175–219 cm, długość ogona 44–75 cm, wysokość w kłębie 126–145 cm, długość ucha 23–38 cm, długość tylnej stopy 51–55 cm; masa ciała samic 160–280 kg, samców 165–300 kg. Wzór zębowy: I {\displaystyle {\tfrac {0}{3}}} C {\displaystyle {\tfrac {0}{1}}} P {\displaystyle {\tfrac {3}{3}}} M {\displaystyle {\tfrac {3}{3}}} (x2) = 32.

## Systematyka
Rodzaj zdefiniował w 1845 roku szwedzki zoolog Carl Jakob Sundevall w artykule zatytułowanym Przegląd rzędu ssaków Pecora, opublikowanym w czasopiśmie „Öfversigt af Kongl. Vetenskaps-akademiens forhandlingar”. Gatunkiem typowym jest (oznaczenie monotypowe) antylopowiec koński (H. equinus). Nazwa ta została w 2003 roku umieszczona w celu ustabilizowania systematyki Hippotragus na „Oficjalnej Liście Nazw Rodzajów w Zoologii” na mocy uprawnień Międzynarodowej Komisji Nomenklatury Zoologicznej.

### Etymologia
- Egocerus (Aegocera, Aigocerus, Oegocerus, Aegocerus, Aegocoerus): gr. αιξ aix, αιγος aigos ‘koza, kozioł’; κερας keras, κερατος keratos ‘róg’[20]. Gatunek typowy: Desmarest wymienił dwa gatunki – Antilope equina É. Geoffroy Saint-Hilaire, 1803 i †Antilope leucophaea Pallas, 1766 – z których gatunkiem typowym jest (późniejsze oznaczenie) †Antilope leucophaea Pallas, 1766.
- Hippotragus: gr. ἱππος hippos ‘koń’; τραγος tragos ‘kozioł’[21].
- Ozanna: najprawdopodobniej rodzima nazwa[22]. Gatunek typowy: Reichenbach wymienił dwa gatunki – Antilope equina É. Geoffroy Saint-Hilaire, 1803, Antilope barbata C.H. Smith, 1826 (= Antilope equina É. Geoffroy Saint-Hilaire, 1803), †Antilope leucophaea Pallas, 1766, Aigocerus niger W.C. Harris, 1838 i Antilope grandicornis Hermann, 1804 (= Aigocerus niger W.C. Harris, 1838) – z których gatunkiem typowym jest (późniejsze oznaczenie) Aigocerus niger W.C. Harris, 1838.
- Sivatragus: Siwalik, Indie[23]; τραγος tragos ‘kozioł’[24]. Gatunek typowy (oryginalne oznaczenie): †Sivatragus bohlini Pilgrim, 1939.
- Hippotragoides: rodzaj Hippotragus Sundevall, 1845; -οιδης -oidēs ‘przypominający’[25]. Gatunek typowy (oznaczenie monotypowe): Hippotragoides broomi Cooke, 1947 (= Antilope equina É. Geoffroy Saint-Hilaire, 1803).

### Podział systematyczny
W zależności od ujęcia systematycznego do rodzaju należą 3 lub 4 (wyodrębniony z H. niger – H. roosevelti) współczesne gatunki; tutaj klasyfikacja współczesnych gatunków za Mammals Diversity Database i All the Mammals of the World (2023):
| Grafika | Gatunek                 | Autor i rok opisu                 | Nazwa zwyczajowa        | Podgatunki         | Rozmieszczenie geograficzne | Podstawowe wymiary                            | Status IUCN |
| ------- | ----------------------- | --------------------------------- | ----------------------- | ------------------ | --- | --------------------------------------------- | ----------- |
|         | Hippotragus equinus     | (É. Geoffroy Saint-Hilaire, 1803) | antylopowiec koński     | gatunek monotypowy | Senegal i Gwinea Bissau do zachodniej Etiopii, na południe przez zachodnią Ugandę, południowo-zachodnią Kenię, zachodnio-środkową Tanzanię (nie występuje na obszarach przybrzeżnych) do Angoli, północno-wschodniej Namibii, północnej Botswany i północno-wschodniej Południowej Afryki (Park Narodowy Krugera) | DC: 200–219 cm DO: 60–75 cm MC: 215–300 kg    | LC          |
|         | Hippotragus leucophaeus | (Pallas, 1766)                    | antylopowiec modry      | gatunek monotypowy | tuż przed wymarciem ograniczał się do południowo-zachodniej części Prowincji Przylądkowej Zachodniej w Południowej Afryce, chociaż skamieniałości rozciągają zasięg na większą część południowej Południowej Afryki i Lesotho                                                                                     | DC: 155–190 cm DO: brak danych MC: 120–200 kg | EX          |
|         | Hippotragus niger       | (W.C. Harris, 1838)               | antylopowiec szablorogi | 4 podgatunki       | południowo-wschodnia Kenia (Shimba), Tanzania (rezerwaty Sadani, Songea i Selous), południowo-wschodnia Demokratyczna Republika Konga, Zimbabwe, Malawi, Mozambik oraz izolowana populacja w środkowej Angoli | DC: 175–194 cm DO: 44–53 cm MC: 160–230 kg    | LC          |

Kategorie IUCN:  LC  – gatunek najmniejszej troski,  EX  – gatunek wymarły.
Opisano również gatunki wymarłe:
- Hippotragus bohlini (Pilgrim, 1939)[13] (plejstocen)
- Hippotragus brevicornis (Pilgrim, 1939)[29] (pliocen)
- Hippotragus cookei Vrba, 1987[30] (pliocen)
- Hippotragus gigas Leakey, 1965[31] (pliocen–plejstocen)